# Giovanni Bertati
Giovanni Bertati, född 10 juli 1735 i Martellago, Italien, död 1 mars 1815 i Venedig, Italien, var en italiensk librettist. 
Bertatis mest kända libretto är Det hemliga äktenskapet med musik av Domenico Cimarosa, uruppfört i Venedig den 7 februari 1792.